# 브루나이인
브루나이인(영어: Bruneians)은 브루나이에 거주 하는 말레이계 민족이다.

## 문화
말레이인과 유사하며, 종교는 대부분 이슬람교다. 언어로 말레이어(브루나이 말레이어)를 쓴다.

## 거주 국가
주로 브루나이에 거주하며, 일부는 말레이시아나 필리핀 등지에도 거주한다.

## 유명한 인물
- 브루나이의 술탄 하사날 볼키아

## 같이 보기
- 말레이인
- 브루나이 말레이인
- 인도네시아인
- 필리핀인
- 싱가포르인